# ییچین
ییچین (به لاتین: Jičín) یک شهر در جمهوری چک است که در شهرستان ییچین واقع شده‌است. ییچین ۱۶٬۴۲۶ نفر جمعیت دارد.

## خواهرخوانده
شهرهای کینگز لین، Wijk bij Duurstede، ارباخ در اودنوالد و کونیگزی خواهرخوانده‌های ییچین هستند.

## نگارخانه

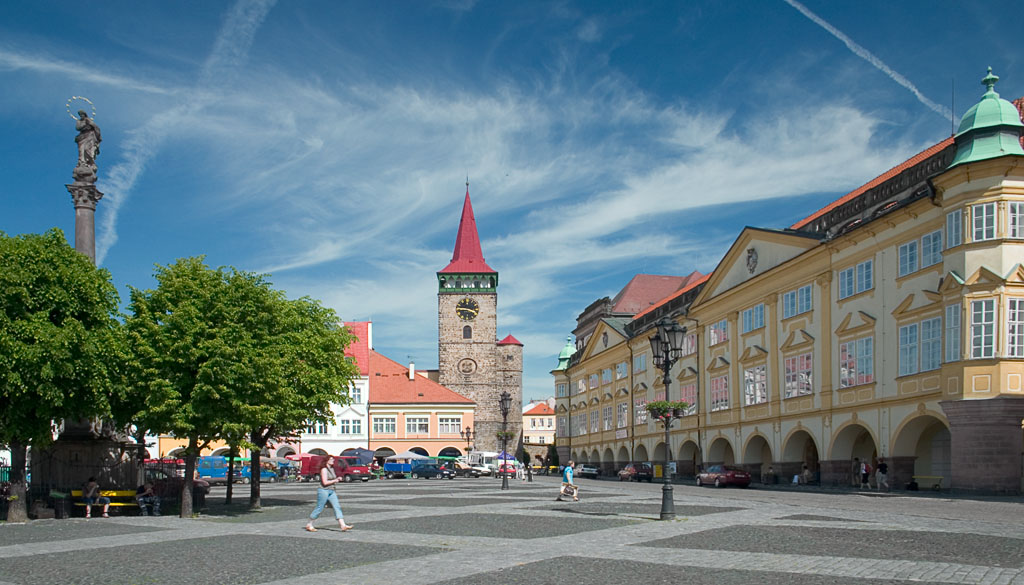
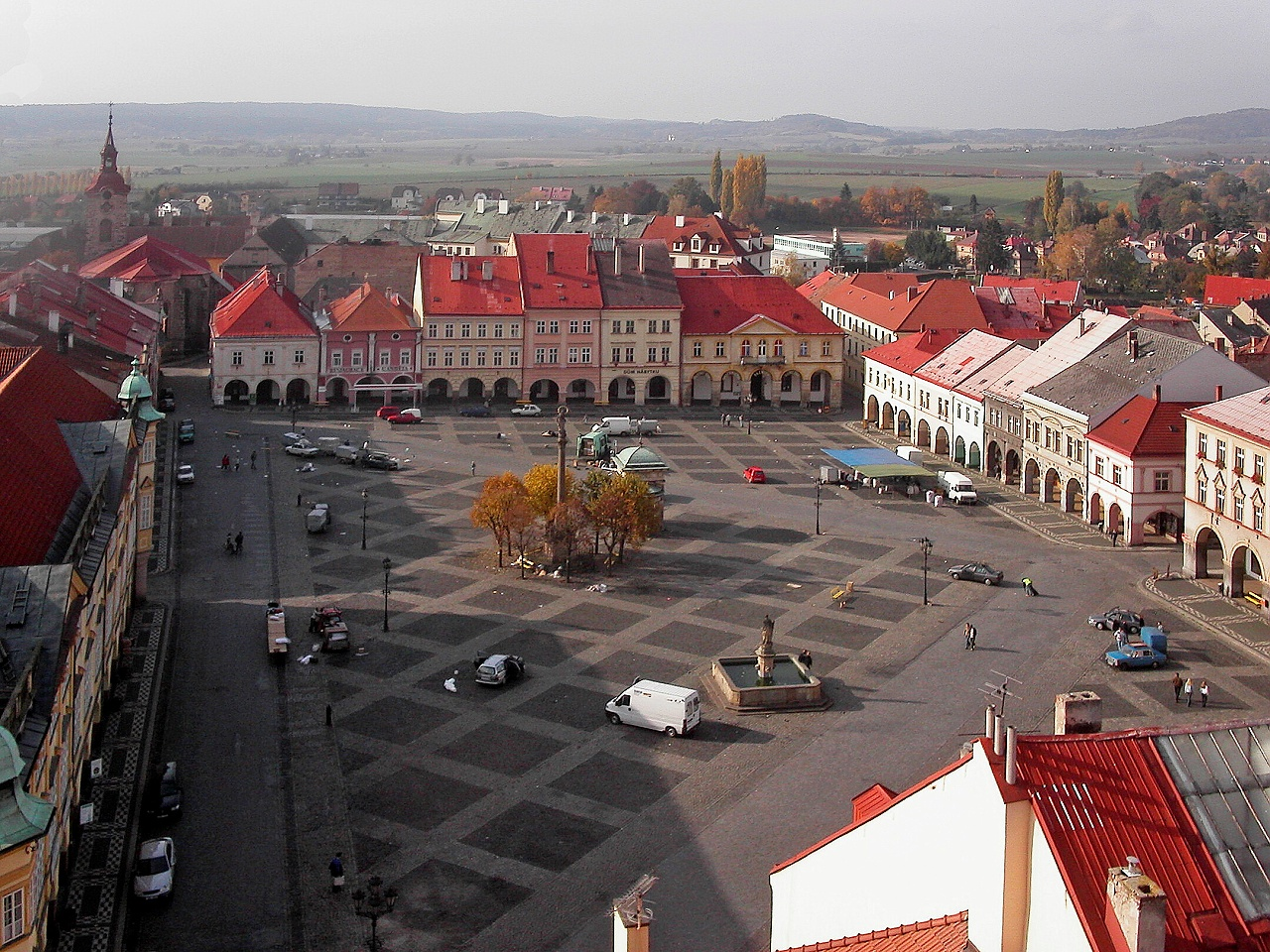
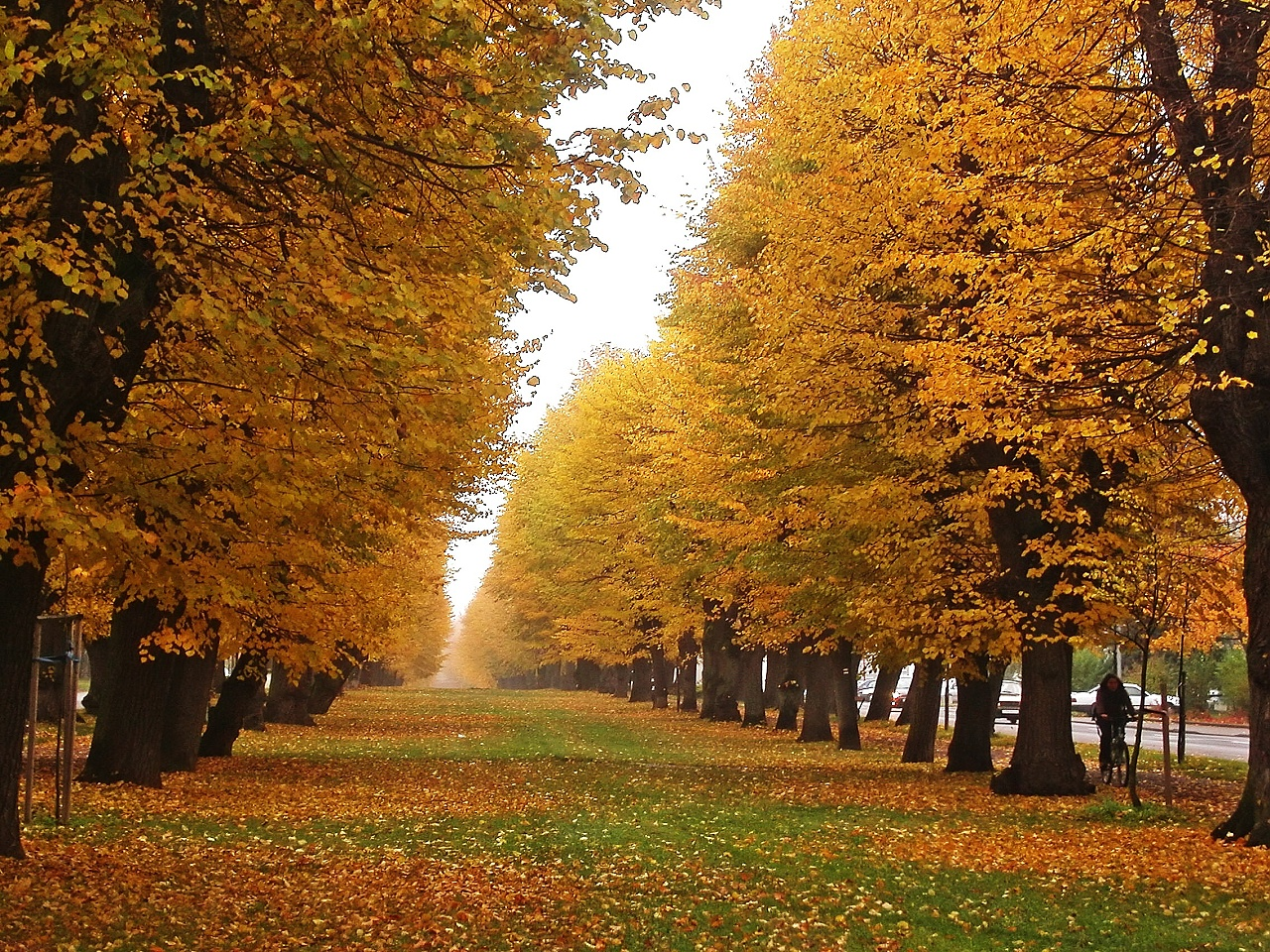
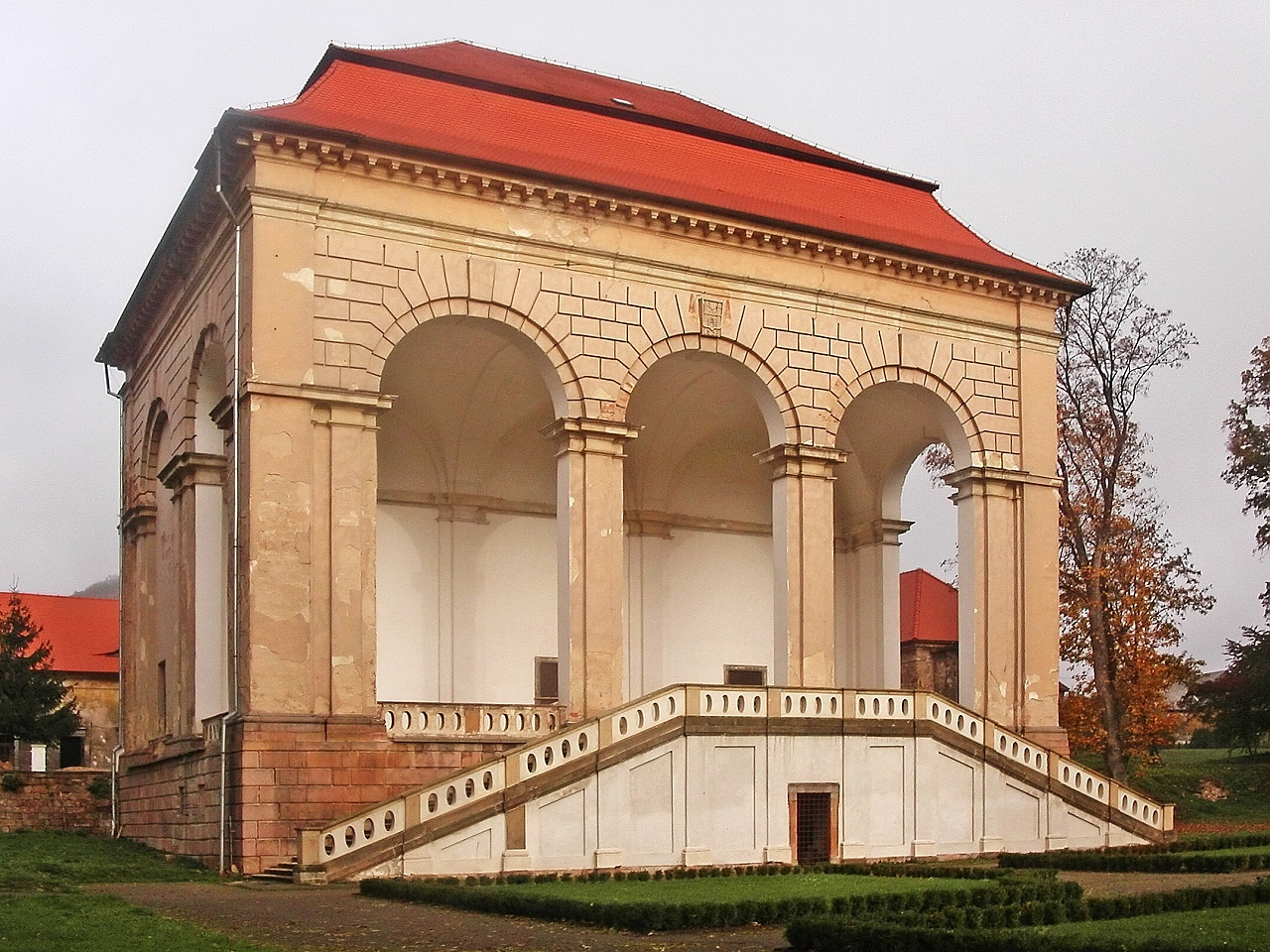